# 白石浩一
白石 浩一（しらいし　こういち、1924年9月9日 - 2012年5月16日）は、日本の哲学者。昭和女子大学名誉教授、オープンカレッジ初代学院長。
東京都文京区出身。1950年、東北大学文学部哲学科を卒業し、同大学大学院特別研究生となる。1954年、同課程を修了し、東北大学講師となる。1955年、昭和女子大学助教授。1964年、同教授。その後、人文科学科長、一般教育部長、女性文化研究所副所長、生涯学習オープンカレッジ学院長、名誉教授を歴任。並行して、専修大学の講師も11年間勤めていた。2005年、瑞宝中綬章。所属団体は日本哲学会、東北哲学会。テレビ出演者として「クイズダービー」（TBS）の初代1枠解答者、「私は名探偵」（テレビ朝日）のレギュラー解答者も務めた。

## 著書
- 『哲学概論』
- 『西洋教育史』
- 『教育心理学』
- 『恋愛と結婚の心理学―現代女性の心理』講談社、1960年
- 『あなたも騙される―男性心理AからZまで』青春出版社、1962年
- 『女子学生のための社会心理学』医歯薬出版、1964年9月
- 『愛と性のレポート―その心理学的考察』社会思想社、1965年
- 『女性に贈る15章―男性心理学セミナー』林書店、1966年
- 『楽しい心理学』社会思想社、1967年、ISBN 4390105906
- 『現代夫婦心理学―夫の気持・妻の気持』大光社、1967年
- 『高校生心理学』社会思想社、1968年4月、ISBN 4390106228
- 『高校生心理学―悩み多き若ものに与う』社会思想社、1968年
- 白石浩一、竹中達『部下を育てる職場の心理学―S課長のチームづくり12カ月』日本能率協会、1970年
- 『愛憎の心理―頭と心のトラブル解決法』サンポウ・ブックス、1973年
- 『愛の心理学―男のばあい・女のばあい』社会思想社、1974年、ISBN 4390108204
- 『愛と性のレポート』社会思想社、1980年3月、ISBN 439010537X
- 『ふたりで読む離婚の心理学―夫のいいところ再発見』グロビュー社、1981年12月、
- 『妻の本・賢く美しく生きるために』三天書房、1983年3月
- 『夫と妻の生きがい学―ふたりで愉しむ人生80年』海竜社、1986年12月、ISBN 475930164X
- 『妻の本―“心のおしゃれ”のすすめ』三笠書房、1988年2月、ISBN 4837902243
- 『役に立つ性格学』社会思想社、1989年1月、ISBN 4390112805
- 『新・楽しい心理学―男ごころ・女ごころ』社会思想社、1990年9月、ISBN 4390113631
- 『ソクラテスの生き方』社会思想社、1991年11月、ISBN 4390603523
- 『生きがいの心理学―ほんとうの自分を生きるには』海竜社、1993年6月、ISBN 4759303480
- 『青春を悩む人のための本―白石浩一の人生カウンセリング』社会思想社、1995年4月、ISBN 4390603914
- 『恋愛と結婚で悩む人のための本―白石浩一の人生カウンセリング』社会思想社、1995年5月、ISBN 4390603922
- 『結婚生活で悩む人のための本―白石浩一の人生カウンセリング』社会思想社、1995年7月、

ISBN 4390603930
- 『人間関係で悩む人のための本―白石浩一の人生カウンセリング』社会思想社、1995年9月、

ISBN 4390603949
- 『心の問題で悩む人のための本―白石浩一の人生カウンセリング』社会思想社、1995年11月、ISBN 4390603957
- 『子育てで悩む人のための本―白石浩一の人生カウンセリング』社会思想社、1995年12月、ISBN 4390603965
- 白石浩一『達人の老い方―よく生き切るための人生哲学』海竜社、1995年10月、ISBN 4759304444
- 白石浩一『老いの生きがい学―人生の第三年代を挑戦の季節に』海竜社、1997年10月、ISBN 4759305246
- 白石浩一『豊かに老いを生きる人生哲学―50歳からの生き方・考え方』海竜社、2008年5月、ISBN 4759310266